# Sometimes When We Touch
"Sometimes When We Touch", skriven av Dan Hill (text) Barry Mann (musik), är en ballad på Dan Hills album Longer Fuse, men utkom 1977 även som singel.

## Coverversioner
Den brittiska sångaren Newton gick med sången in på femte plats på listorna i Australien 1996.
Tina Turner spelade in melodin 1978 på albumet Rough. Den brittiske sångaren Rod Stewart har också spelat in denna sång, på albumet If We Fall in Love Tonight.
Det finns också en text på svenska, känd som "När vi rör varann", som skrivits av Ingela "Pling" Forsman och som spelats in bland annat av Sven-Ingvars (1978) , Wizex med  Kikki Danielsson (1980) , och Susanne Alfvengren 1984 . "När vi rör varann" (producerad av Ulf Wahlberg) har blivit något av en signaturmelodi för Susanne Alfvengren. Den släpptes i juni 1984 som hennes debutsingel. En inspelning med Monica Silverstrands låg på Svensktoppen 24 februari-2 mars 1980, med nionde respektive sjätte plats som resultat där.
Loa Falkman gjorde en version på denna på albumet Symfonin 1990.

## Listplaceringar
| Lista (1977-1978) | Topplacering |
| ----------------- | ------------ |
| Nya Zeeland       | 4            |